# Gare de Wiencourt-l'Équipée
La gare de Wiencourt-l'Équipée est une gare ferroviaire française (fermée) de la ligne d'Amiens à Laon, située sur le territoire de la commune de Wiencourt-l'Équipée, dans le département de la Somme en région Hauts-de-France.

## Situation ferroviaire
Établie à 91 m d'altitude, la gare de Wiencourt-l'Équipée était située au point kilométrique (PK) 23,314 de la ligne d'Amiens à Laon, entre les gares de Marcelcave (ouverte) et de Guillaucourt (fermée).

## Service des voyageurs
La gare est fermée au service des voyageurs. Un service de remplacement de « Taxi TER » permet aux voyageurs de Wiencourt-l'Équipée de rejoindre la gare de Marcelcave.